# احمد توفیق المدنی
احمد توفیق المدنی (عربی: أحمد توفيق المدني)؛ (زاده ۱ نوامبر ۱۸۹۹ – درگذشته ۱۸ اکتبر ۱۹۸۳) دانشمند، مورخ و وزیر الجزایری در خانواده ای اهل علم در تونس به دنیا آمد. او درس خواندن را در حالی که بیش از ۵ سال نداشت در مکتبی در تونس آغاز کرد. سپس در سال ۱۹۰۹ به مدرسه القرانیه و سپس در سال ۱۹۱۳ جهت ادامه تحصیل به دانشگاه زیتونه رفت. او به مطالعه به‌خصوص در زمینه تاریخ بسیار علاقه‌مند بود و این مطالعات در شکل‌گیری افکار و اندیشه‌های عصیانگرانه او تأثیر زیادی داشت. خانواده احمد توفیق بعد از شکست انقلاب علیه اشغال فرانسه در سال ۱۸۷۱، (سال‌ها قبل از به دنیا آمدن او) از ترس سرکوب اشغالگران به تونس فرار کرده بودند و به همین خاطر احمد دوران جوانی و تحصیلاتش را در تونس سپری کرد. ورود او به دانشگاه زیتونه همزمان بود با شروع زندگی فکری و سیاسی او و همین باعث شد که مقامات فرانسه که تونس را نیز اشغال کرده بودند او را از آنجا به الجزایر تبعید کنند.

## مبارزات سیاسی در تونس، زندان و تبعید

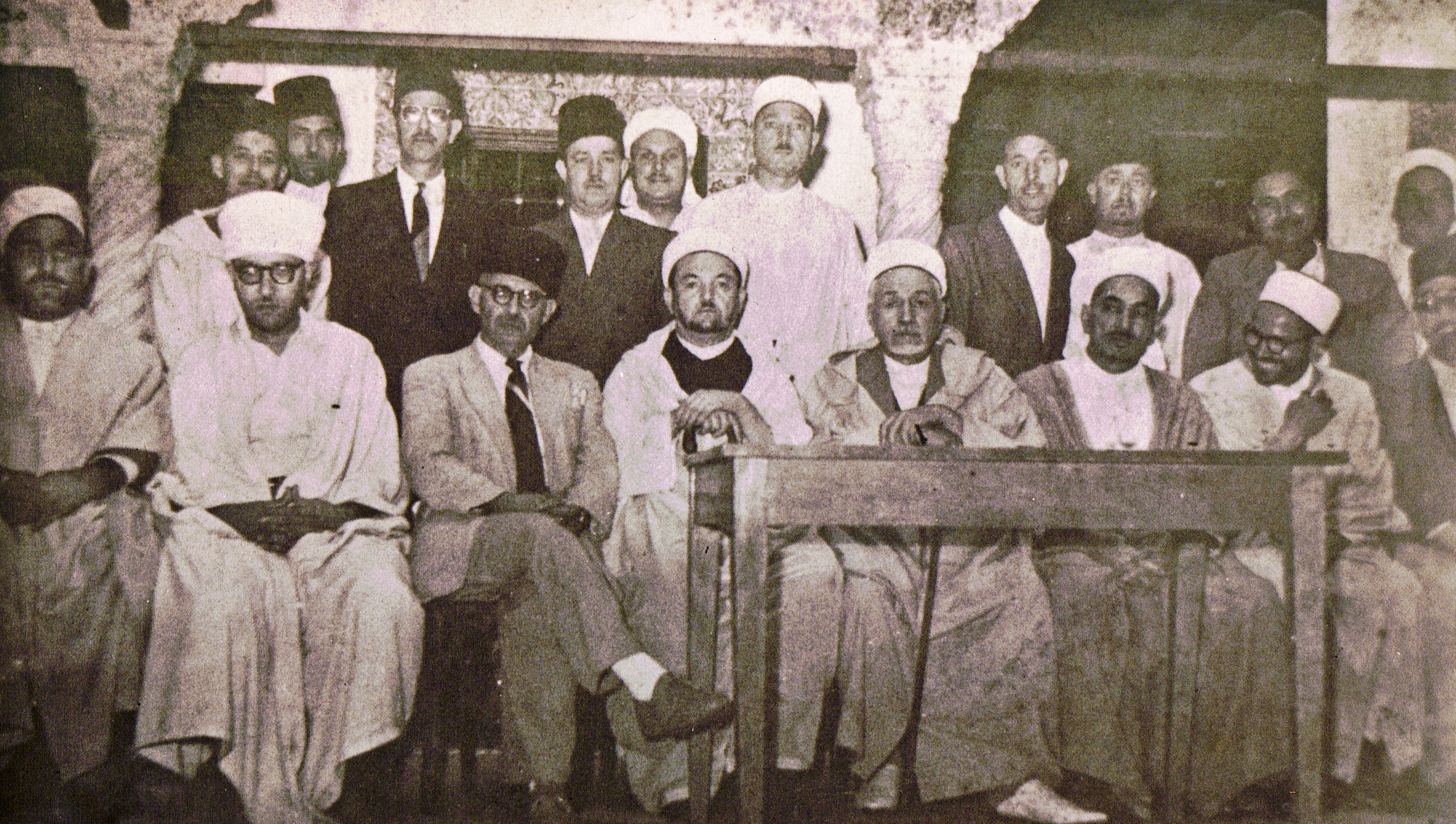
شورای اداری انجمن محققان

او مبارزاتش را در تونس آغاز کرد و با استفاده از حوادث جنگ جهانی اول در فاصله سال‌های ۱۹۱۴ تا ۱۹۱۸ به همراه یارانش هسته‌ای از دانشجویان مبارز را برای تحریک به انقلاب علیه اشغال فرانسه تشکیل داد و به همین خاطر در ۱۴ فوریه ۱۹۱۵ دستگیر و تا نوامبر ۱۹۱۸ در زندان به‌سر بود. او در جریان مبارزاتش در سال ۱۹۱۹ با رهبر جنبش ملی تونس یعنی عبد العزیز الثعالبی از بنیان‌گذاران حزب قانون اساسی تونس آشنا شد و به عنوان معاون دبیرکل این حزب تعیین شد؛ ولی این حزب در مقابل ضربات استعمارگر فرانسوی متلاشی شد و احمد توفیق در روز ۵ ژوئیه ۱۹۲۵ از تونس به کشور خودش یعنی الجزایر تبعید گردید.

## مبارزه در جنبش ملی الجزایر
در سال ۱۹۲۶ جمعی از روشنفکران الجزایر از جمله حاج مماد المنصالی، محمود بن ونیش و عمر الموهوب و احمد مدنی با کمک برخی دیگر یک باشگاه فرهنگی و سیاسی در پایتخت الجزایر تأسیس و نام آن را باشگاه ترقی گذاشتند. این باشگاه میعادگاه نخبگان روشنفکر بود و جلسات بحث و گفتگو و برنامه‌های مختلفی در آن برگزار می‌شد. در عین حال روشنفکران و متفکرین دیگر از سایر نقاط کشور نظیر شیخ عبدالحمید ابن بادیس و حتی افرادی از خارج الجزایر از قبیل شیخ احمد اسکریج مغربی نیز به این باشگاه دعوت می‌شدند.

## تأسیس هیئت علمای مسلمین الجزایر
در باشگاه ترقی بود که کمیته آماده‌سازی تأسیس هیئت علمای مسلمین الجزایر شکل گرفت که منشی آن احمد توفیق و رئیس آن عمر اسماعیل بود. هیئت علمای مسلمین سرانجام در ۵ می ۱۹۳۱ تأسیس شد که احمد توفیق به عنوان دبیرکل هیئت در شکل‌گیری و سازمان دادن آن نقش مهمی داشت. او در عین حال تا پایان سال ۱۹۵۶ ریاست هیئت تحریریه روزنامه البصائر که روزنامه رسمی هیئت بود را نیز عهده‌دار بود.

## شرکت در انقلاب الجزایر
در سال ۱۹۵۶ به یکی از دوستانش بنام شیخ عباس الحسین به قاهره مسافرت و در آنجا به همراه برخی دیگر از جمله شیخ محمد بشیر الابراهیمی پیوستن هیئت علمای مسلمین الجزایر به جبهه آزادیبخش ملی و پیوستن کامل به انقلاب الجزایر را به صورت رسمی اعلام کردند. احمد توفیق به عنوان عضو هیئت خارجی جبهه آزادیبخش و عضو شورای ملی انقلاب الجزایر تعیین شد و سپس به عنوان عضوی در دولت موقت انتخاب شد و در همین زمان بود که وزارت فرهنگ را در دولت موقت الجزایر ایجاد نمود.

## مسئولیت‌های بعد از انقلاب
با استقلال الجزایر در سال ۱۹۶۲ به عنوان وزیر اوقاف و امور دینی تعیین گردید و به دولت در تشکیل شورای انقلاب بریاست هواری بومدین در سال ۱۹۶۵ کمک نمود و پس از آن نیز مدتی به عنوان سفیر در تعدادی از کشورهای اسلامی خدمت کرد.
از احمد توفیق چند کتاب پیرامون تاریخ الجزایر بجا مانده‌است.

## درگذشت
احمد توفیق المدنی در ۱۸ اکتبر ۱۹۸۳ در پایتخت الجزایر درگذشت و در همان‌جا به خاک سپرده شد.